# Tobin Carberry
Tobin Carberry (Hamden, 29 aprile 1991) è un cestista statunitense.

## Palmarès
- Campionato danese: 1

Bakkan Bears: 2018-2019